# Tour de Ski 2012/2013
Tour de Ski 2012/2013 genomfördes 29 december 2012–6 januari 2013. Touren ingår i världscupen i längdskidåkning 2012/2013.
Detta är den sjunde Tour de Ski i ordningen. Det första loppet (prologen) kördes i Oberhof i Tyskland, och avslutningen skedde som vanligt i Val di Fiemme i Italien där den tuffa "Final Climb" stod på programmet. 
På damsidan lyckades den regerande tourmästaren, polskan Justyna Kowalczyk, försvara sin titel medan ryssen Aleksandr Legkov, som blev femma i fjol, vann touren på herrsidan.

## Slutresultat
| Pl. | Namn                   | Tid       | VC-poäng |
| --- | ---------------------- | --------- | -------- |
| 1   | Justyna Kowalczyk      | 2.25.21,6 | 400      |
| 2   | Therese Johaug         | + 27,9    | 320      |
| 3   | Kristin Størmer Steira | + 2.39,5  | 240      |
| 4   | Krista Lähteenmäki     | + 3.04,7  | 200      |
| 5   | Astrid Jacobsen        | + 3.13,5  | 180      |
| 6   | Heidi Weng             | + 3.29,1  | 160      |
| 7   | Charlotte Kalla        | + 3.51,3  | 144      |
| 8   | Riitta-Liisa Roponen   | + 4.19,6  | 128      |
| 9   | Anne Kyllönen          | + 4.23,0  | 116      |
| 10  | Katrin Zeller          | + 4.58,4  | 104      |

| Pl. | Namn               | Tid       | VC-poäng |
| --- | ------------------ | --------- | -------- |
| 1   | Aleksandr Ljogkov  | 3.29.28,6 | 400      |
| 2   | Dario Cologna      | + 18,7    | 320      |
| 3   | Maksim Vylegzjanin | + 40,7    | 240      |
| 4   | Petter Northug     | + 1.07,7  | 200      |
| 5   | Marcus Hellner     | + 1.12,4  | 180      |
| 6   | Lukáš Bauer        | + 1.41,7  | 160      |
| 7   | Ivan Babikov       | + 2.04,4  | 144      |
| 8   | Giorgio Di Centa   | + 2.15,5  | 128      |
| 9   | Johan Olsson       | + 2.20,7  | 116      |
| 10  | Ilja Tjernousov    | + 2.47,5  | 104      |

## Etapp 1
Oberhof, Tyskland – 29 december 2012
| Pl. | Namn                   | Tid    | VC-poäng |
| --- | ---------------------- | ------ | -------- |
| 1   | Kikkan Randall         | 7.28,1 | 50       |
| 2   | Charlotte Kalla        | + 4,4  | 46       |
| 3   | Justyna Kowalczyk      | + 4,7  | 43       |
| 4   | Denise Herrmann        | + 9,3  | 40       |
| 5   | Riitta-Liisa Roponen   | + 10,6 | 37       |
| 6   | Astrid Jacobsen        | + 12,2 | 34       |
| 7   | Coraline Hugue         | + 14,8 | 32       |
| 8   | Célia Aymonier         | + 15,2 | 30       |
| 8   | Julija Tjekaljova      | + 15,2 | 30       |
| 10  | Kristin Størmer Steira | + 16,0 | 26       |

| Pl. | Namn                 | Tid    |
| --- | -------------------- | ------ |
| 1   | Kikkan Randall       | 7.13,1 |
| 2   | Charlotte Kalla      | + 9,4  |
| 3   | Justyna Kowalczyk    | + 14,7 |
| 4   | Denise Herrmann      | + 24,3 |
| 5   | Riitta-Liisa Roponen | + 25,6 |

| Pl. | Namn              | Sekunder |
| --- | ----------------- | -------- |
| 1   | Kikkan Randall    | 15       |
| 2   | Charlotte Kalla   | 10       |
| 3   | Justyna Kowalczyk | 5        |

| Pl. | Namn                 | Tid    |
| --- | -------------------- | ------ |
| 1   | Kikkan Randall       | 7.13,1 |
| 2   | Charlotte Kalla      | + 9,4  |
| 3   | Justyna Kowalczyk    | + 14,7 |
| 4   | Denise Herrmann      | + 24,3 |
| 5   | Riitta-Liisa Roponen | + 25,6 |

| Pl. | Namn              | Sekunder |
| --- | ----------------- | -------- |
| 1   | Kikkan Randall    | 15       |
| 2   | Charlotte Kalla   | 10       |
| 3   | Justyna Kowalczyk | 5        |

| Pl. | Namn               | Tid    | VC-poäng |
| --- | ------------------ | ------ | -------- |
| 1   | Petter Northug     | 8.28,7 | 50       |
| 2   | Marcus Hellner     | + 6,1  | 46       |
| 3   | Aleksandr Ljogkov  | + 7,2  | 43       |
| 4   | Dario Cologna      | + 10,1 | 40       |
| 5   | Ilja Tjernousov    | + 10,7 | 37       |
| 6   | Alex Harvey        | + 11,3 | 34       |
| 7   | Martin Jakš        | + 11,8 | 32       |
| 7   | Maksim Vylegzjanin | + 11,8 | 32       |
| 9   | Aleš Razym         | + 13,3 | 28       |
| 10  | Curdin Perl        | + 13,5 | 26       |

| Pl. | Namn              | Tid    |
| --- | ----------------- | ------ |
| 1   | Petter Northug    | 8.13,7 |
| 2   | Marcus Hellner    | + 11,1 |
| 3   | Aleksandr Ljogkov | + 17,2 |
| 4   | Dario Cologna     | + 25,1 |
| 5   | Ilja Tjernousov   | + 25,7 |

| Pl. | Namn              | Sekunder |
| --- | ----------------- | -------- |
| 1   | Petter Northug    | 15       |
| 2   | Marcus Hellner    | 10       |
| 3   | Aleksandr Ljogkov | 5        |

| Pl. | Namn              | Tid    |
| --- | ----------------- | ------ |
| 1   | Petter Northug    | 8.13,7 |
| 2   | Marcus Hellner    | + 11,1 |
| 3   | Aleksandr Ljogkov | + 17,2 |
| 4   | Dario Cologna     | + 25,1 |
| 5   | Ilja Tjernousov   | + 25,7 |

| Pl. | Namn              | Sekunder |
| --- | ----------------- | -------- |
| 1   | Petter Northug    | 15       |
| 2   | Marcus Hellner    | 10       |
| 3   | Aleksandr Ljogkov | 5        |

## Etapp 2
Oberhof, Tyskland – 30 december 2012
| Pl. | Namn                   | Tid      | VC-poäng |
| --- | ---------------------- | -------- | -------- |
| 1   | Justyna Kowalczyk      | 25.01,4  | 50       |
| 2   | Therese Johaug         | + 41,4   | 46       |
| 3   | Anne Kyllönen          | + 45,0   | 43       |
| 4   | Denise Herrmann        | + 48,5   | 40       |
| 5   | Kristin Størmer Steira | + 49,1   | 37       |
| 6   | Astrid Jacobsen        | + 1.01,9 | 34       |
| 7   | Kerttu Niskanen        | + 1.02,4 | 32       |
| 8   | Aino-Kaisa Saarinen    | + 1.04,4 | 30       |
| 9   | Riitta-Liisa Roponen   | + 1.05,1 | 28       |
| 10  | Krista Lähteenmäki     | + 1.12,4 | 26       |

| Pl. | Namn                   | Tid      |
| --- | ---------------------- | -------- |
| 1   | Justyna Kowalczyk      | 31.59,5  |
| 2   | Therese Johaug         | + 46,4   |
| 3   | Anne Kyllönen          | + 55,0   |
| 4   | Denise Herrmann        | + 1.03,5 |
| 5   | Kristin Størmer Steira | + 1.04,1 |

| Pl. | Namn              | Sekunder |
| --- | ----------------- | -------- |
| 1   | Justyna Kowalczyk | 20       |
| 2   | Kikkan Randall    | 15       |
| 3   | Charlotte Kalla   | 10       |
| 4   | Therese Johaug    | 10       |
| 5   | Anne Kyllönen     | 5        |

| Pl. | Namn                   | Tid      |
| --- | ---------------------- | -------- |
| 1   | Justyna Kowalczyk      | 31.59,5  |
| 2   | Therese Johaug         | + 46,4   |
| 3   | Anne Kyllönen          | + 55,0   |
| 4   | Denise Herrmann        | + 1.03,5 |
| 5   | Kristin Størmer Steira | + 1.04,1 |

| Pl. | Namn              | Sekunder |
| --- | ----------------- | -------- |
| 1   | Justyna Kowalczyk | 20       |
| 2   | Kikkan Randall    | 15       |
| 3   | Charlotte Kalla   | 10       |
| 4   | Therese Johaug    | 10       |
| 5   | Anne Kyllönen     | 5        |

| Pl. | Namn               | Tid     | VC-poäng |
| --- | ------------------ | ------- | -------- |
| 1   | Maksim Vylegzjanin | 39.47,0 | 50       |
| 2   | Aleksandr Ljogkov  | + 0,1   | 46       |
| 3   | Petter Northug     | + 6,5   | 43       |
| 4   | Dario Cologna      | + 6,7   | 40       |
| 5   | Alex Harvey        | + 7,7   | 37       |
| 6   | Ilja Tjernousov    | + 20,5  | 34       |
| 7   | Matti Heikkinen    | + 29,4  | 32       |
| 8   | Lukáš Bauer        | + 41,2  | 30       |
| 9   | Sergej Turysjev    | + 47,7  | 28       |
| 10  | Johan Olsson       | + 59,5  | 26       |

| Pl. | Namn               | Tid     |
| --- | ------------------ | ------- |
| 1   | Maksim Vylegzjanin | 47.45,7 |
| 2   | Aleksandr Ljogkov  | + 5,1   |
| 3   | Petter Northug     | + 16,5  |
| 4   | Dario Cologna      | + 21,7  |
| 5   | Alex Harvey        | + 22,7  |

| Pl. | Namn               | Sekunder |
| --- | ------------------ | -------- |
| 1   | Petter Northug     | 20       |
| 2   | Maksim Vylegzjanin | 15       |
| 3   | Aleksandr Ljogkov  | 15       |
| 4   | Marcus Hellner     | 10       |

| Pl. | Namn               | Tid     |
| --- | ------------------ | ------- |
| 1   | Maksim Vylegzjanin | 47.45,7 |
| 2   | Aleksandr Ljogkov  | + 5,1   |
| 3   | Petter Northug     | + 16,5  |
| 4   | Dario Cologna      | + 21,7  |
| 5   | Alex Harvey        | + 22,7  |

| Pl. | Namn               | Sekunder |
| --- | ------------------ | -------- |
| 1   | Petter Northug     | 20       |
| 2   | Maksim Vylegzjanin | 15       |
| 3   | Aleksandr Ljogkov  | 15       |
| 4   | Marcus Hellner     | 10       |

## Etapp 3
Val Müstair, Schweiz – 1 januari 2013
| Pl. | Namn                     | Tidsavdrag | VC-poäng |
| --- | ------------------------ | ---------- | -------- |
| 1   | Kikkan Randall           | 60 s       | 50       |
| 2   | Ingvild Flugstad Østberg | 56 s       | 46       |
| 3   | Heidi Weng               | 52 s       | 43       |
| 4   | Hanna Kolb               | 48 s       | 40       |
| 5   | Kristin Størmer Steira   | 44 s       | 37       |
| 6   | Charlotte Kalla          | 42 s       | 34       |
| 7   | Justyna Kowalczyk        | 40 s       | 32       |
| 8   | Denise Herrmann          | 38 s       | 30       |
| 9   | Aurore Jéan              | 36 s       | 28       |
| 10  | Therese Johaug           | 34 s       | 26       |

| Pl. | Namn                   | Tid      |
| --- | ---------------------- | -------- |
| 1   | Justyna Kowalczyk      | 35.08,0  |
| 2   | Therese Johaug         | + 50,3   |
| 3   | Kristin Størmer Steira | + 1.00,9 |
| 4   | Denise Herrmann        | + 1.05,3 |
| 5   | Kikkan Randall         | + 1.18,1 |

| Pl. | Namn                     | Sekunder |
| --- | ------------------------ | -------- |
| 1   | Kikkan Randall           | 75       |
| 2   | Justyna Kowalczyk        | 60       |
| 3   | Ingvild Flugstad Østberg | 56       |
| 4   | Charlotte Kalla          | 52       |
| 5   | Heidi Weng               | 52       |

| Pl. | Namn                   | Tid      |
| --- | ---------------------- | -------- |
| 1   | Justyna Kowalczyk      | 35.08,0  |
| 2   | Therese Johaug         | + 50,3   |
| 3   | Kristin Størmer Steira | + 1.00,9 |
| 4   | Denise Herrmann        | + 1.05,3 |
| 5   | Kikkan Randall         | + 1.18,1 |

| Pl. | Namn                     | Sekunder |
| --- | ------------------------ | -------- |
| 1   | Kikkan Randall           | 75       |
| 2   | Justyna Kowalczyk        | 60       |
| 3   | Ingvild Flugstad Østberg | 56       |
| 4   | Charlotte Kalla          | 52       |
| 5   | Heidi Weng               | 52       |

| Pl. | Namn                | Tidsavdrag | VC-poäng |
| --- | ------------------- | ---------- | -------- |
| 1   | Finn Hågen Krogh    | 60 s       | 50       |
| 2   | Federico Pellegrino | 56 s       | 46       |
| 3   | Len Väljas          | 52 s       | 43       |
| 4   | Dario Cologna       | 48 s       | 40       |
| 5   | Calle Halfvarsson   | 44 s       | 37       |
| 6   | Emil Jönsson        | 42 s       | 34       |
| 7   | Marcus Hellner      | 40 s       | 32       |
| 8   | Petter Northug      | 38 s       | 30       |
| 9   | Andrew Newell       | 36 s       | 28       |
| 10  | Maksim Vylegzjanin  | 34 s       | 26       |

| Pl. | Namn               | Tid     |
| --- | ------------------ | ------- |
| 1   | Maksim Vylegzjanin | 50.27,3 |
| 2   | Dario Cologna      | + 2,1   |
| 3   | Petter Northug     | + 9,0   |
| 4   | Alex Harvey        | + 27,2  |
| 5   | Aleksandr Ljogkov  | + 28,0  |

| Pl. | Namn                | Sekunder |
| --- | ------------------- | -------- |
| 1   | Finn Hågen Krogh    | 60       |
| 2   | Petter Northug      | 58       |
| 3   | Federico Pellegrino | 56       |
| 4   | Len Väljas          | 52       |
| 5   | Marcus Hellner      | 50       |

| Pl. | Namn               | Tid     |
| --- | ------------------ | ------- |
| 1   | Maksim Vylegzjanin | 50.27,3 |
| 2   | Dario Cologna      | + 2,1   |
| 3   | Petter Northug     | + 9,0   |
| 4   | Alex Harvey        | + 27,2  |
| 5   | Aleksandr Ljogkov  | + 28,0  |

| Pl. | Namn                | Sekunder |
| --- | ------------------- | -------- |
| 1   | Finn Hågen Krogh    | 60       |
| 2   | Petter Northug      | 58       |
| 3   | Federico Pellegrino | 56       |
| 4   | Len Väljas          | 52       |
| 5   | Marcus Hellner      | 50       |

## Etapp 4
Cortina–Toblach, Italien – 3 januari 2013
| Pl. | Namn                   | Tid      | VC-poäng |
| --- | ---------------------- | -------- | -------- |
| 1   | Justyna Kowalczyk      | 37.15,1  | 50       |
| 2   | Charlotte Kalla        | + 18,3   | 46       |
| 3   | Therese Johaug         | + 18,7   | 43       |
| 4   | Kristin Størmer Steira | + 19,2   | 40       |
| 5   | Anne Kyllönen          | + 43,1   | 37       |
| 6   | Denise Herrmann        | + 43,3   | 34       |
| 7   | Astrid Jacobsen        | + 44,0   | 32       |
| 8   | Kikkan Randall         | + 44,3   | 30       |
| 9   | Krista Lähteenmäki     | + 1.25,8 | 28       |
| 10  | Emma Wikén             | + 1.26,1 | 26       |

| Pl. | Namn                   | Tid       |
| --- | ---------------------- | --------- |
| 1   | Justyna Kowalczyk      | 1.12.08,1 |
| 2   | Charlotte Kalla        | + 23,3    |
| 3   | Therese Johaug         | + 28,7    |
| 4   | Kristin Størmer Steira | + 34,2    |
| 5   | Anne Kyllönen          | + 58,1    |

| Pl. | Namn              | Sekunder |
| --- | ----------------- | -------- |
| 1   | Justyna Kowalczyk | 75       |
| 2   | Kikkan Randall    | 75       |
| 3   | Charlotte Kalla   | 62       |
| 4   | Heidi Weng        | 52       |
| 5   | Therese Johaug    | 49       |

| Pl. | Namn                   | Tid       |
| --- | ---------------------- | --------- |
| 1   | Justyna Kowalczyk      | 1.12.08,1 |
| 2   | Charlotte Kalla        | + 23,3    |
| 3   | Therese Johaug         | + 28,7    |
| 4   | Kristin Størmer Steira | + 34,2    |
| 5   | Anne Kyllönen          | + 58,1    |

| Pl. | Namn              | Sekunder |
| --- | ----------------- | -------- |
| 1   | Justyna Kowalczyk | 75       |
| 2   | Kikkan Randall    | 75       |
| 3   | Charlotte Kalla   | 62       |
| 4   | Heidi Weng        | 52       |
| 5   | Therese Johaug    | 49       |

| Pl. | Namn               | Tid       | VC-poäng |
| --- | ------------------ | --------- | -------- |
| 1   | Petter Northug     | 1.16.32,7 | 50       |
| 2   | Aleksandr Ljogkov  | + 0,7     | 46       |
| 3   | Dario Cologna      | + 0,9     | 43       |
| 4   | Maksim Vylegzjanin | + 1,6     | 40       |
| 5   | Ilja Tjernousov    | + 1.25,7  | 37       |
| 6   | Alex Harvey        | + 1.25,8  | 34       |
| 7   | Marcus Hellner     | + 1.27,3  | 32       |
| 8   | Lukáš Bauer        | + 1.27,8  | 30       |
| 9   | Finn Hågen Krogh   | + 1.46,3  | 28       |
| 10  | Curdin Perl        | + 1.47,1  | 26       |

| Pl. | Namn               | Tid       |
| --- | ------------------ | --------- |
| 1   | Petter Northug     | 2.06.45,0 |
| 2   | Aleksandr Ljogkov  | + 5,7     |
| 3   | Dario Cologna      | + 10,9    |
| 4   | Maksim Vylegzjanin | + 16,6    |
| 5   | Ilja Tjernousov    | + 1.40,7  |

| Pl. | Namn             | Sekunder |
| --- | ---------------- | -------- |
| 1   | Petter Northug   | 73       |
| 2   | Finn Hågen Krogh | 60       |
| 3   | Dario Cologna    | 53       |
| 4   | Len Väljas       | 52       |
| 5   | Marcus Hellner   | 50       |

| Pl. | Namn               | Tid       |
| --- | ------------------ | --------- |
| 1   | Petter Northug     | 2.06.45,0 |
| 2   | Aleksandr Ljogkov  | + 5,7     |
| 3   | Dario Cologna      | + 10,9    |
| 4   | Maksim Vylegzjanin | + 16,6    |
| 5   | Ilja Tjernousov    | + 1.40,7  |

| Pl. | Namn             | Sekunder |
| --- | ---------------- | -------- |
| 1   | Petter Northug   | 73       |
| 2   | Finn Hågen Krogh | 60       |
| 3   | Dario Cologna    | 53       |
| 4   | Len Väljas       | 52       |
| 5   | Marcus Hellner   | 50       |

## Etapp 5
Toblach, Italien – 4 januari 2013
| Pl. | Namn                | Tid     | VC-poäng |
| --- | ------------------- | ------- | -------- |
| 1   | Justyna Kowalczyk   | 10.08,1 | 50       |
| 2   | Krista Lähteenmäki  | + 16,5  | 46       |
| 3   | Astrid Jacobsen     | + 17,1  | 43       |
| 4   | Anne Kyllönen       | + 17,7  | 40       |
| 5   | Aino-Kaisa Saarinen | + 21,1  | 37       |
| 6   | Therese Johaug      | + 22,2  | 34       |
| 7   | Kikkan Randall      | + 24,2  | 32       |
| 8   | Denise Herrmann     | + 25,2  | 30       |
| 9   | Charlotte Kalla     | + 25,3  | 28       |
| 10  | Heidi Weng          | + 27,3  | 26       |

| Pl. | Namn                   | Tid       |
| --- | ---------------------- | --------- |
| 1   | Justyna Kowalczyk      | 1.22.01,2 |
| 2   | Charlotte Kalla        | + 1.03,6  |
| 3   | Therese Johaug         | + 1.05,9  |
| 4   | Astrid Jacobsen        | + 1.26,1  |
| 5   | Kristin Størmer Steira | + 1.29,7  |

| Pl. | Namn              | Sekunder |
| --- | ----------------- | -------- |
| 1   | Justyna Kowalczyk | 90       |
| 2   | Kikkan Randall    | 75       |
| 3   | Charlotte Kalla   | 62       |
| 4   | Heidi Weng        | 52       |
| 5   | Therese Johaug    | 49       |

| Pl. | Namn                   | Tid       |
| --- | ---------------------- | --------- |
| 1   | Justyna Kowalczyk      | 1.22.01,2 |
| 2   | Charlotte Kalla        | + 1.03,6  |
| 3   | Therese Johaug         | + 1.05,9  |
| 4   | Astrid Jacobsen        | + 1.26,1  |
| 5   | Kristin Størmer Steira | + 1.29,7  |

| Pl. | Namn              | Sekunder |
| --- | ----------------- | -------- |
| 1   | Justyna Kowalczyk | 90       |
| 2   | Kikkan Randall    | 75       |
| 3   | Charlotte Kalla   | 62       |
| 4   | Heidi Weng        | 52       |
| 5   | Therese Johaug    | 49       |

| Pl. | Namn                   | Tid     | VC-poäng |
| --- | ---------------------- | ------- | -------- |
| 1   | Aleksej Poltoranin     | 12.37,9 | 50       |
| 2   | Petter Northug         | + 8,0   | 46       |
| 3   | Dario Cologna          | + 8,2   | 43       |
| 4   | Dmitrij Japarov        | + 13,7  | 40       |
| 5   | Aleksandr Ljogkov      | + 15,7  | 37       |
| 6   | Calle Halfvarsson      | + 16,1  | 34       |
| 7   | Aleksandr Bessmertnych | + 16,5  | 32       |
| 8   | Lukáš Bauer            | + 17,3  | 30       |
| 9   | Finn Hågen Krogh       | + 19,3  | 28       |
| 10  | Maksim Vylegzjanin     | + 23,4  | 26       |

| Pl. | Namn               | Tid       |
| --- | ------------------ | --------- |
| 1   | Petter Northug     | 2.19.20,9 |
| 2   | Dario Cologna      | + 16,1    |
| 3   | Aleksandr Ljogkov  | + 23,4    |
| 4   | Maksim Vylegzjanin | + 42,0    |
| 5   | Lukáš Bauer        | + 2.02,1  |

| Pl. | Namn             | Sekunder |
| --- | ---------------- | -------- |
| 1   | Petter Northug   | 83       |
| 2   | Finn Hågen Krogh | 60       |
| 3   | Dario Cologna    | 58       |
| 4   | Len Väljas       | 52       |
| 5   | Marcus Hellner   | 50       |

| Pl. | Namn               | Tid       |
| --- | ------------------ | --------- |
| 1   | Petter Northug     | 2.19.20,9 |
| 2   | Dario Cologna      | + 16,1    |
| 3   | Aleksandr Ljogkov  | + 23,4    |
| 4   | Maksim Vylegzjanin | + 42,0    |
| 5   | Lukáš Bauer        | + 2.02,1  |

| Pl. | Namn             | Sekunder |
| --- | ---------------- | -------- |
| 1   | Petter Northug   | 83       |
| 2   | Finn Hågen Krogh | 60       |
| 3   | Dario Cologna    | 58       |
| 4   | Len Väljas       | 52       |
| 5   | Marcus Hellner   | 50       |

## Etapp 6
Val di Fiemme, Italien – 5 januari 2013
| Pl. | Namn                   | Tid      | VC-poäng |
| --- | ---------------------- | -------- | -------- |
| 1   | Justyna Kowalczyk      | 28.12,9  | 50       |
| 2   | Kristin Størmer Steira | + 33,2   | 46       |
| 3   | Krista Lähteenmäki     | + 39,0   | 43       |
| 4   | Therese Johaug         | + 41,1   | 40       |
| 5   | Aino-Kaisa Saarinen    | + 1.01,6 | 37       |
| 6   | Emma Wikén             | + 1.01,9 | 34       |
| 7   | Heidi Weng             | + 1.03,0 | 32       |
| 8   | Kerttu Niskanen        | + 1.03,5 | 30       |
| 9   | Riitta-Liisa Roponen   | + 1.03,7 | 28       |
| 10  | Anna Haag              | + 1.04,2 | 26       |

| Pl. | Namn                   | Tid       |
| --- | ---------------------- | --------- |
| 1   | Justyna Kowalczyk      | 1.49.29,1 |
| 2   | Therese Johaug         | + 2.08,0  |
| 3   | Kristin Størmer Steira | + 2.17,9  |
| 4   | Krista Lähteenmäki     | + 3.11,3  |
| 5   | Charlotte Kalla        | + 3.14,9  |

| Pl. | Namn                   | Sekunder |
| --- | ---------------------- | -------- |
| 1   | Justyna Kowalczyk      | 135      |
| 2   | Kikkan Randall         | 80       |
| 3   | Kristin Størmer Steira | 74       |
| 4   | Therese Johaug         | 73       |
| 5   | Charlotte Kalla        | 68       |

| Pl. | Namn                   | Tid       |
| --- | ---------------------- | --------- |
| 1   | Justyna Kowalczyk      | 1.49.29,1 |
| 2   | Therese Johaug         | + 2.08,0  |
| 3   | Kristin Størmer Steira | + 2.17,9  |
| 4   | Krista Lähteenmäki     | + 3.11,3  |
| 5   | Charlotte Kalla        | + 3.14,9  |

| Pl. | Namn                   | Sekunder |
| --- | ---------------------- | -------- |
| 1   | Justyna Kowalczyk      | 135      |
| 2   | Kikkan Randall         | 80       |
| 3   | Kristin Størmer Steira | 74       |
| 4   | Therese Johaug         | 73       |
| 5   | Charlotte Kalla        | 68       |

| Pl. | Namn                   | Tid     | VC-poäng |
| --- | ---------------------- | ------- | -------- |
| 1   | Aleksej Poltoranin     | 39.01,5 | 50       |
| 2   | Len Väljas             | + 0,1   | 46       |
| 3   | Alex Harvey            | + 0,4   | 43       |
| 4   | Giorgio Di Centa       | + 0,7   | 40       |
| 5   | Tobias Angerer         | + 0,9   | 37       |
| 6   | Johan Olsson           | + 2,8   | 34       |
| 7   | Ivan Babikov           | + 7,5   | 32       |
| 8   | Johannes Dürr          | + 8,2   | 30       |
| 9   | Aleksandr Bessmertnych | + 8,8   | 28       |
| 10  | Dietmar Nöckler        | + 9,6   | 26       |

| Pl. | Namn               | Tid       |
| --- | ------------------ | --------- |
| 1   | Dario Cologna      | 2.58.25,2 |
| 2   | Aleksandr Ljogkov  | + 6,5     |
| 3   | Petter Northug     | + 11,5    |
| 4   | Maksim Vylegzjanin | + 16,3    |
| 5   | Aleksej Poltoranin | + 1.35,3  |

| Pl. | Namn               | Sekunder |
| --- | ------------------ | -------- |
| 1   | Petter Northug     | 98       |
| 2   | Maksim Vylegzjanin | 88       |
| 3   | Dario Cologna      | 82       |
| 4   | Aleksandr Ljogkov  | 67       |
| 5   | Len Väljas         | 62       |

| Pl. | Namn               | Tid       |
| --- | ------------------ | --------- |
| 1   | Dario Cologna      | 2.58.25,2 |
| 2   | Aleksandr Ljogkov  | + 6,5     |
| 3   | Petter Northug     | + 11,5    |
| 4   | Maksim Vylegzjanin | + 16,3    |
| 5   | Aleksej Poltoranin | + 1.35,3  |

| Pl. | Namn               | Sekunder |
| --- | ------------------ | -------- |
| 1   | Petter Northug     | 98       |
| 2   | Maksim Vylegzjanin | 88       |
| 3   | Dario Cologna      | 82       |
| 4   | Aleksandr Ljogkov  | 67       |
| 5   | Len Väljas         | 62       |

## Etapp 7
Val di Fiemme, Italien – 6 januari 2013
| Pl. | Namn                 | Tid      | VC-poäng |
| --- | -------------------- | -------- | -------- |
| 1   | Therese Johaug       | 34.12,4  | 50       |
| 2   | Elizabeth Stephen    | + 39,5   | 46       |
| 3   | Heidi Weng           | + 1.10,8 | 43       |
| 4   | Riitta-Liisa Roponen | + 1.33,3 | 40       |
| 5   | Krista Lähteenmäki   | + 1.33,5 | 37       |
| 6   | Astrid Jacobsen      | + 1.35,0 | 34       |
| 7   | Justyna Kowalczyk    | + 1.40,1 | 32       |
| 8   | Valentyna Sjevtjenko | + 1.41,8 | 30       |
| 9   | Debora Agreiter      | + 1.44,1 | 28       |
| 10  | Katrin Zeller        | + 1.54,4 | 26       |

| Pl. | Namn              | Tid     | VC-poäng |
| --- | ----------------- | ------- | -------- |
| 1   | Marcus Hellner    | 29.59,6 | 50       |
| 2   | Ivan Babikov      | + 13,3  | 46       |
| 3   | Roland Clara      | + 14,6  | 43       |
| 4   | Johannes Dürr     | + 20,3  | 40       |
| 5   | Thomas Moriggl    | + 31,5  | 37       |
| 6   | Giorgio Di Centa  | + 41,4  | 34       |
| 7   | Johan Olsson      | + 42,8  | 32       |
| 8   | Lukáš Bauer       | + 43,2  | 30       |
| 9   | Robin Duvillard   | + 53,8  | 28       |
| 10  | Aleksandr Ljogkov | + 57,3  | 26       |